# Achondrostoma arcasii
La bermejuela (Achondrostoma arcasii) è un pesce d'acqua dolce appartenente alla famiglia Cyprinidae.

## Distribuzione e habitat
La sua distribuzione è su tutta la metà settentrionale della Penisola Iberica, nei fiumi: Duero, Ulla, Umia, Marin, Miño, Tago, Francoli, Ebro, Mijares, Palancia, Júcar e Serpis.
Il suo habitat preferito è nei torrenti, laghi e fiumi di montagna ma può raggiungere il corso medio dei fiumi.

## Descrizione
Appare diverso dalle altre specie del Genere Chondrostoma ed è più simile ad un Rutilus. La bocca, infatti, pur inferiore, non ha le labbra cornee tipiche del genere, l'occhio è di colore rosso, così come le pinne pettorali, le ventrali e l'anale ed è presente una stria longitudinale scura, caratteri tipici di molte specie del genere Rutilus. La pinna dorsale e la pinna caudale sono scure, il dorso grigio.
Le dimensioni non raggiungono i 15 cm.

## Alimentazione
È onnivoro e si nutre sia di vegetali che di invertebrati di vario tipo.

## Conservazione
La specie si è rarefatta negli ultimi anni, le minacce sono rappresentate dagli interventi negli alvei, dalla costruzione di dighe e sbarramenti e dalla immissione di predatori (trote).

## Tassonomia
La specie è stata ascritta per lungo tempo al genere Rutilus e poi al genere Achondrostoma.